# 와오라니족

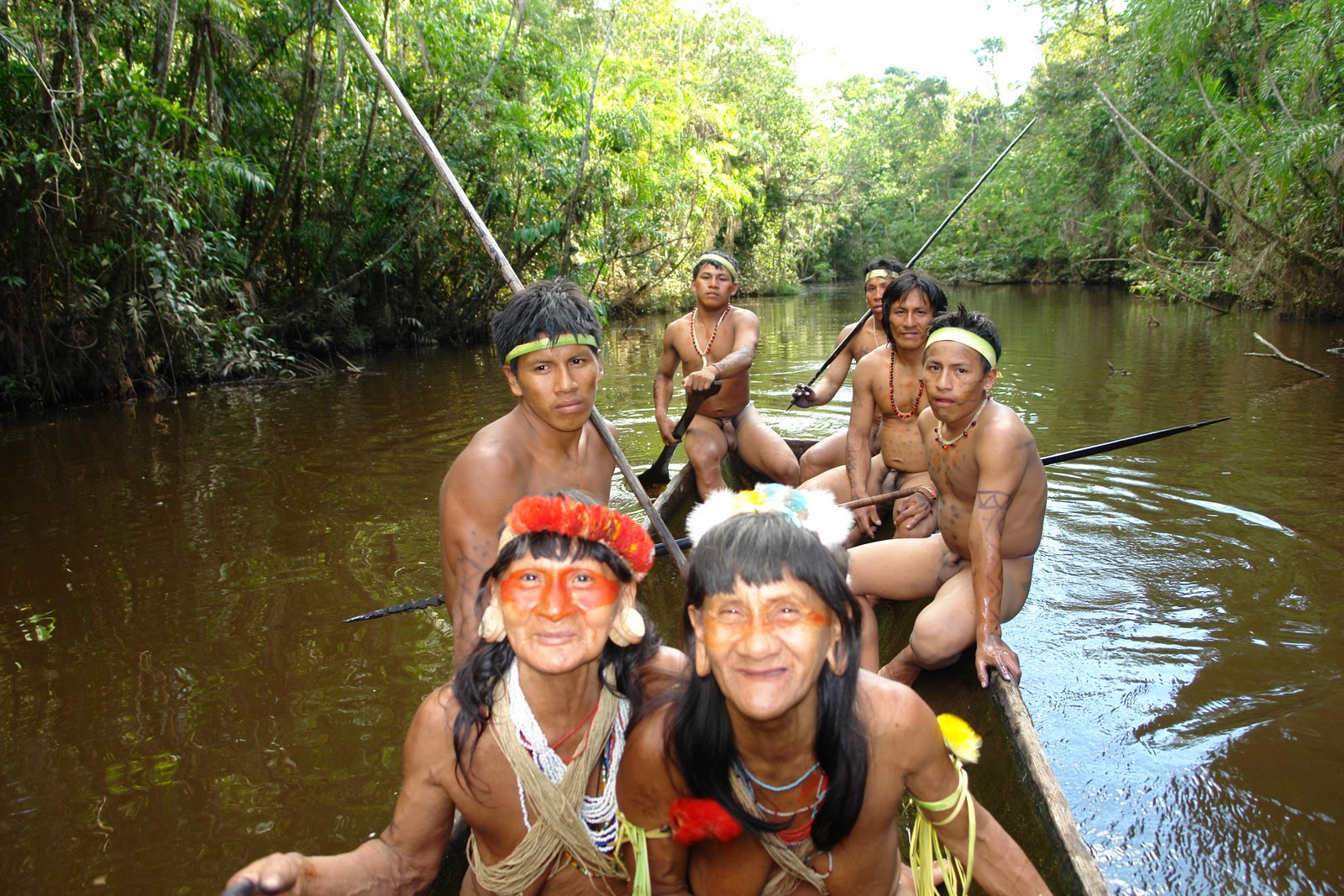
오레야나주의 와오라니족

와오라니족(Huaorani, Waorani, Waodani)은 에콰도르령 아마조니아 지역에 사는 선주 민족이다. 에콰도르의 다른 민족 집단들과는 크게 구분되며, 인근의 케추아족 원주민들은 이들을 "야만족"을 뜻하는 Auca라는 멸칭으로 불렀다.
오늘날 대략 4천 명의 인구가 있으며 다른 어떤 언어와도 연관성이 없는 고립어인 와오라니어를 쓴다. 정령을 숭배하는 애니미즘 신앙을 가지고 있다.
석유 탐사와 불법 벌목으로 터전이 위협받아 왔다. 1990년대 에콰도르 정부에 의해 와오라니족 보호구역이 설정되었다.
전통적인 거주지는 쿠라라이강과 나포강 사이에 위치하며 엘코카로부터 약 80km 남쪽에 있다. 오랫동안 외부에 호전적인 미접촉 부족으로 알려져 있었으며 1956년 미국의 복음주의 선교사 5명이 구호물자를 가지고 접촉을 시도하다가 몰살당하는 사건(Operation Auca)이 발생하기도 했다. 최근 40년 간 이들은 원시적인 수렵채집 사회에서 우림 내의 영구 정착 생활로 옮겨갔으나, Tagaeri, Huiñatare, Oñamenane, Taromenane 부족은 아직도 외부 문명을 거의 거부하고 더 고립된 지역으로 이동하여 여전히 미접촉 부족으로 남아있다.